# Rajd Wielkiej Brytanii 1971
Rajd Wielkiej Brytanii 1971 (27. Daily Mirror RAC Rally) – rajd samochodowy rozgrywany w Wielkiej Brytanii od 20 do 25 listopada 1971 roku. Była to dziewiąta runda Międzynarodowych Mistrzostw Producentów w roku 1971. Rajd został rozegrany na nawierzchni szutrowej i śniegu.

## Wyniki końcowe rajdu[1]
| Msc. | Kierowca        | Pilot            | Samochód                   | Czas    | Strata |
| ---- | --------------- | ---------------- | -------------------------- | ------- | ------ |
| 1.   | Stig Blomqvist  | Arne Hertz       | Saab 96 V4                 | 7:30:47 | -      |
| 2.   | Björn Waldegård | Lars Nyström     | Porsche 911 S              | 7:34:00 | +3:13  |
| 3.   | Carl Orrenius   | Lars Persson     | Saab 96 V4                 | 7:40:01 | +9:14  |
| 4.   | Hannu Mikkola   | Gunnar Palm      | Ford Escort RS 1600 MKI    | 7:40:05 | +9:18  |
| 5.   | Timo Mäkinen    | Henry Liddon     | Ford Escort RS 1600 MKI    | 7:41:00 | +10:13 |
| 6.   | Simo Lampinen   | John Davenport   | Lancia Fulvia 1.6 Coupé HF | 7:45:16 | +14:29 |
| 7.   | Per Eklund      | Sölve Andreasson | Saab 96 V4                 | 7:49:12 | +18:25 |
| 8.   | Harry Källström | Gunnar Häggbom   | Lancia Fulvia 1.6 Coupé HF | 7:52:47 | +22:00 |
| 9.   | Sandro Munari   | Mario Mannucci   | Lancia Fulvia 1.6 Coupé HF | 7:53:49 | +23:02 |
| 10.  | Seppo Utriainen | Klaus Lehto      | Saab 96 V4                 | 7:54:07 | +23:20 |